# Бутерброд із кальмарами

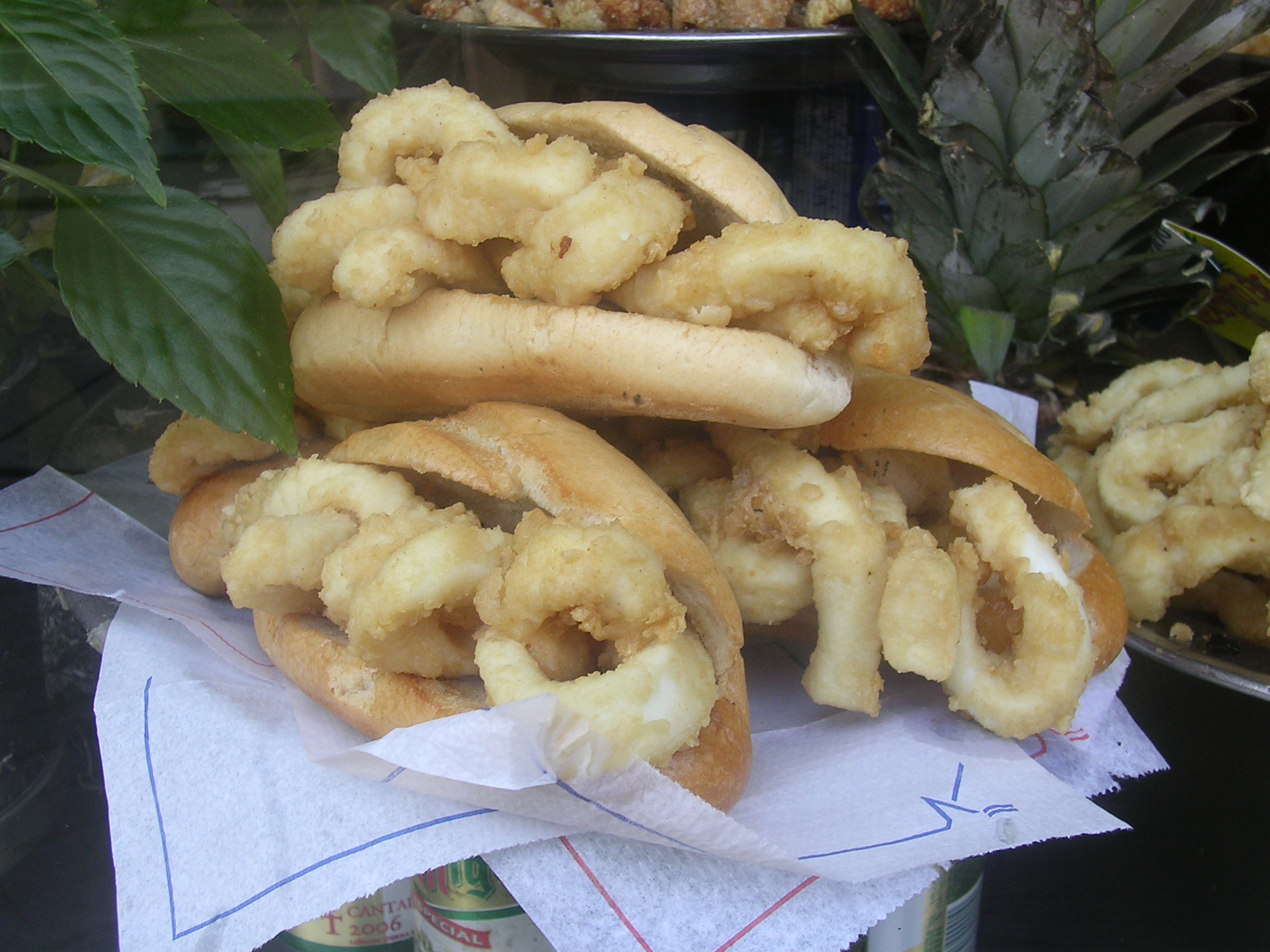
Бутерброди з кальмарами в Мадриді

Бутерброд із кальмарами (ісп. bocadillo de calamares, бокадільйо де каламарес) — типовий бутерброд в іспанській кухні, часто є закускою до пива. Дуже популярний у гастрономії Мадрида і пропонується в меню більшості місцевих барів, особливо на площі Пласа Майор. Для начинки бутерброда кальмари, порізані кільцями в сантиметр шириною, обсмажуються до золотистого кольору на оливковій олії в клярі з борошна з додаванням дріжджів. Сильний характерний аромат від обсмажуваних кальмарів у барах відчувається навіть на вулиці. Кальмари подаються в свіжоспеченому хрусткому багеті, що розрізані тільки з одного боку, та іноді приправляються лимонним соком та майонезом.
Крім Мадрида, бутерброд із кальмарами зустрічається на півночі Іспанії в кухнях Сарагоси, Кантабрії та Країни Басків у подібних рецептах. Аналогічний бутерброд із кальмарами трапляється в гастрономії Луїзіани і має назву Poor boy.